# Mariann Domonkos
Mariann Domonkos (* 12. Februar 1958 in Budapest) ist eine kanadische Tischtennisspielerin. Sie nahm an elf Weltmeisterschaften und 1988 an den Olympischen Spielen teil.

## Werdegang
Geboren in Budapest übersiedelte sie mit sieben Jahren mit ihren Eltern nach Doncaster in England. 1967 ließen sie sich in Kanada in Châteauguay nieder. 1970 begann Mariann Domonkos mit dem Tischtennissport. Bereits als 14-Jährige nahm sie 1973 an einer Weltmeisterschaft teil. Sie studierte und wurde 1981 Studentenweltmeisterin.
In der Saison 1981/82 spielte sie für den Bundesligaverein ATSV Saarbrücken. Damit war sie die erste kanadische Tischtennisspielerin in Europa (zuvor hatte auch noch kein männlicher Tischtennisspieler in einem europäischen Verein gespielt).
Von 1973 bis 1993 vertrat sie Kanada an allen elf Weltmeisterschaften, kam dabei allerdings nie in die Nähe von Medaillenrängen. Bei den Commonwealth-Meisterschaften siegte sie 1985 im Doppel, 1979, 1982 und 1991 erreichte sie das Mixed-Endspiel. 1985 wurde sie Nordamerikanische Meisterin im Einzel.
1988 qualifizierte sie sich für die Teilnahme an den Olympischen Spielen in Seoul im Einzel. Hier besiegte sie in den Gruppenspielen Blanca Alejo (Dominikanische Republik) und Diana Gee (USA), verlor aber gegen Olena Kovtun (Ukraine), Jiao Zhimin (China) und Edit Urbán (Ungarn). Damit verpasste sie die Hauptrunden.

## Turnierergebnisse
| Verband | Veranstaltung              | Jahr | Ort          | Land | Einzel        | Doppel     | Mixed      | Team |
| ------- | -------------------------- | ---- | ------------ | ---- | ------------- | ---------- | ---------- | ---- |
| CAN     | Commonwealth-Meisterschaft | 1991 | Nairobi      | KEN  |               |            | Silber     |      |
| CAN     | Commonwealth-Meisterschaft | 1985 | Douglas      | IMN  |               | Gold       |            |      |
| CAN     | Commonwealth-Meisterschaft | 1982 | Bombay       | IND  | Halbfinale    |            | Silber     |      |
| CAN     | Commonwealth-Meisterschaft | 1979 | Edinburgh    | SCO  |               |            | Silber     |      |
| CAN     | Nordamerikameisterschaft   | 1985 | Lake Placid  | USA  | Gold          |            |            |      |
| CAN     | Olympische Spiele          | 1988 | Seoul        | KOR  | 1. Runde      |            |            |      |
| CAN     | Panamerikaspiele           | 1987 | Indianapolis | USA  | Silber        | Silber     | Halbfinale |      |
| CAN     | Panamerikaspiele           | 1983 | Caracas      | VEN  | Viertelfinale | Halbfinale | Silber     |      |
| CAN     | Panamerikaspiele           | 1979 | San Juan     | PUR  | Gold          | Gold       | Gold       | Gold |
| CAN     | Weltmeisterschaft          | 1993 | Gothenburg   | SWE  |               |            |            | 34   |
| CAN     | Weltmeisterschaft          | 1991 | Chiba City   | JPN  |               |            | letzte 128 | 32   |
| CAN     | Weltmeisterschaft          | 1989 | Dortmund     | FRG  |               |            | Qual.      | 21   |
| CAN     | Weltmeisterschaft          | 1987 | New Delhi    | IND  | letzte 128    | letzte 64  | letzte 128 | 21   |
| CAN     | Weltmeisterschaft          | 1985 | Gothenburg   | SWE  | letzte 128    | letzte 16  | Qual.      | 18   |
| CAN     | Weltmeisterschaft          | 1983 | Tokyo        | JPN  | letzte 64     | letzte 32  | letzte 64  | 22   |
| CAN     | Weltmeisterschaft          | 1981 | Novi Sad     | YUG  | letzte 128    | letzte 32  | letzte 32  | 20   |
| CAN     | Weltmeisterschaft          | 1979 | Pyongyang    | PRK  | letzte 32     | letzte 64  | letzte 64  | 22   |
| CAN     | Weltmeisterschaft          | 1977 | Birmingham   | ENG  | Qual.         | letzte 64  | letzte 32  | 25   |
| CAN     | Weltmeisterschaft          | 1975 | Calcutta     | IND  | Qual.         | Qual.      | Qual.      | 21   |
| CAN     | Weltmeisterschaft          | 1973 | Sarajevo     | YUG  | Qual.         | Qual.      | Qual.      | 20   |

## Privat
Seit August 1982 ist Mariann Domonkos verheiratet mit Adham Sharara, Präsident des Tischtennisweltverbandes ITTF von 1999 bis 2014.